# Creighton (Nebraska)
Creighton es una ciudad ubicada en el condado de Knox en el estado estadounidense de Nebraska. En el Censo de 2010 tenía una población de 1154 habitantes y una densidad poblacional de 368,84 personas por km².

## Geografía
Creighton se encuentra ubicada en las coordenadas 42°27′54″N 97°54′26″O / 42.46500, -97.90722. Según la Oficina del Censo de los Estados Unidos, Creighton tiene una superficie total de 3.13 km², de la cual 3.13 km² corresponden a tierra firme y (0%) 0 km² es agua.

## Demografía
Según el censo de 2010, había 1154 personas residiendo en Creighton. La densidad de población era de 368,84 hab./km². De los 1154 habitantes, Creighton estaba compuesto por el 97.14% blancos, el 0.26% eran afroamericanos, el 0.61% eran amerindios, el 0.26% eran asiáticos, el 0% eran isleños del Pacífico, el 0.09% eran de otras razas y el 1.65% pertenecían a dos o más razas. Del total de la población el 0.95% eran hispanos o latinos de cualquier raza.